# 維堡市鎮
維堡市鎮（丹麥語：Viborg Kommune）是丹麥的一個市鎮，位於日德蘭半島中部，屬中日德蘭大區。面積1,474.05平方公里，2009年人口92,823人。行政中心为維堡。